# مارتن دونلي
مارتن دونلي (بالإنجليزية: Martin Donnelly)‏ (و. 1964  م) هو سائق سيارة سباق أيرلندي شمالي، ولد في بلفاست، شارك في لو مان 24 ساعة.

## روابط خارجية
- مارتن دونلي على موقع Racing-Reference.info (الإنجليزية)
- مارتن دونلي على موقع DriverDB.com (الإنجليزية)